# Coleophora longisignella
Coleophora longisignella é uma espécie de mariposa do gênero Coleophora pertencente à família Coleophoridae.